# Chalukyadynastin
Chalukyadynastin (kannada: ಚಾಲುಕ್ಯರು) var en indisk kunglig dynasti som styrde stora delar av södra och centrala Indien mellan 500- och 1100-talen.
Under denna period regerade de som tre individuella dynastier. Den tidigaste dynastin, känd som "Badami Chalukyas", regerade från Vatapi (nuvarande Badami) från mitten av 500-talet. Dynastin "Badami Chalukyas" började att hävda sitt oberoende under nedgången för Kadambadynastin från Banavasi och ökade snabbt sin makt under regeringstiden av Pulakesi II. Efter att Pulakesi II avlidit blev Östra Chalukyas ett självständigt kungadöme i östra Deccan. De härskade från Vengi fram till omkring 1000-talet. I västra Deccan, ökade Rashtrakuta makt i mitten av 900-talet och överskuggade Chalukyas av Badami innan de återupplivades av deras ättlingar, västra Chalukyas, i slutet av 900-talet. Västra Chalukyas regerade från Kalyani (Basavakalyan) fram till slutet av 1100-talet.